# Pohiva Tuʻiʻonetoa
Pohiva Tuʻiʻonetoa, né le 30 juin 1961 et mort le 18 mars 2023,,, est un homme politique tongien, Premier ministre du royaume du 27 septembre 2019 au 27 décembre 2021.

## Biographie

### Formation
En 1994, Pohiva Tuʻiʻonetoa obtient un Master en Gestion à l'université Monash à Melbourne, en Australie, suivi en 1997 d'un certificat délivré par un institut australien de formation de comptables en management. De 1992 à 2004, il siège au comité de direction de l'Organisation internationale des institutions supérieures de contrôle des finances publiques, et occupe conjointement le poste de Vérificateur général aux Tonga jusqu'en 2014, chargé du contrôle des comptes publics du royaume.
En 2000, il se voit octroyer le titre de « docteur du ministère chrétien » par l'école privée évangélique Faith Evangelical Seminary à Tacoma, aux États-Unis.

### Carrière politique
Après une tentative infructueuse en 2010, Pohiva Tuʻiʻonetoa est élu pour la première fois député à l'Assemblée législative des Tonga lors des élections de novembre 2014, remportant la circonscription de Tongatapu 10 sous l'étiquette du Parti démocrate. Il est nommé ministre de la Police, du Tourisme, du Travail et du Commerce par le nouveau Premier ministre ʻAkilisi Pohiva. En février 2017, il cède à Mateni Tapueluelu le ministère de la Police, et est nommé ministre du Trésor public. En septembre, il devient ministre des Finances. Il conserve son siège de député lors des élections de novembre 2017, remportées par les démocrates, et demeure ministre des Finances.
Fin septembre 2019, après la mort du Premier ministre ʻAkilisi Pohiva, il quitte le gouvernement avec trois autres députés démocrates et rejoint l'opposition parlementaire (bloc des nobles et des députés roturiers conservateurs et indépendants) en amont de l'élection d'un nouveau Premier ministre par le Parlement. Il annonce la formation d'un nouveau parti politique, le Parti populaire. Le 27 septembre, il est élu Premier ministre par quinze voix contre huit pour Semisi Sika, qui assurait par intérim la direction du gouvernement sortant. Pohiva Tuʻiʻonetoa forme son gouvernement le jour-même, y incluant des membres des trois groupes de la nouvelle majorité parlementaire (les nobles, les roturiers conservateurs sans étiquette, et les membres du Parti démocrate ayant fait défection).
Son gouvernement est éclaboussé par un scandale de népotisme et de conflit d'intérêts lorsqu'il offre des contrats de construction et de rénovation de routes à des entreprises créées pour l'occasion par des amis et des parents de ses ministres, qui n'ont aucune expérience en la matière mais touchent ainsi de l'argent public.
Pour les élections législatives de novembre 2021, il délaisse le Parti populaire qu'il a créé mais qui apparaît dénué de réalité effective. Désavoué par l'ensemble de ses ministres à l'exception du ministre de l'Intérieur Vatau Hui, Pohiva Tuʻiʻonetoa est contraint de renoncer à briguer un nouveau mandat à la tête du gouvernement. Il apporte son soutien à la place au député ʻAisake Eke, mais c'est Siaosi Sovaleni qui est élu Premier ministre par l'Assemblée, avec seize voix sur vingt-six,. Le nouveau gouvernement annule les contrats offerts par le gouvernement Tuʻiʻonetoa à des proches.
Le 29 avril 2022, il perd son siège de député : La Cour suprême le reconnaît coupable de corruption électorale pour avoir offert 50 000 pa'anga à des électrices, via son ministre des Finances Tevita Lavemaau, en amont des élections de novembre 2021. En juin, il est aussi reconnu coupable, séparément, d'avoir distribué des réservoirs d'eau à des électeurs dans sa circonscription en échange de leurs voix, pour une valeur totale de quelque 20 000 € (50 000 pa'anga).
Fin 2022, il se rend aux États-Unis pour des raisons médicales. Il y meurt le 18 mars 2023 heure locale (19 mars 2023 heure tongienne).